# Lingue kwa
Le lingue kwa sono un sottogruppo della famiglia linguistica del Niger-Congo, ramo Volta-Congo ed includono le lingue parlate nelle regioni costiere dell'Africa occidentale: akan, ewe, twi. sono parlate nelle coste dell'Africa occidentale, dalla Costa d’Avorio alla Nigeria, da più di venti milioni di persone.
L'Akan e l'Ewe, sono le lingue più diffuse del Ghana.

## Classificazione
Sono state classificate da Greenberg (1963).

Secondo Ethnologue.com, in tutto le lingue appartenenti al gruppo sono 79 e vengono divise in due gruppi principali denominati: Lingue della sponda sinistra e Lingue nyo, ulteriormente suddivisi:
(tra parentesi tonde il numero di lingue di ogni gruppo e la zona dove vengono parlate)

[tra parentesi quadre il codice di classificazione internazionale linguistico]
- Lingue kwa (79)
  - Lingue della sponda sinistra  (30)
    - Lingue avatime-nyangbo (3) (Ghana)
    - Lingue gbe (21) 
      - Lingue aja (6) (Benin)
      - Lingue fon (2) (Benin)
      - Lingua gen  [gej] (Togo)
      - Lingua aguna  [aug] (Benin)
      - Lingua ewe  [ewe] (Ghana)
      - Lingue gbe proprie (8) (Benin)
      - Lingua kpessi  [kef] (Togo)
      - Lingua wudu  [wud] (Togo)

    - Lingue kebu-animere (2)
    - Lingue kposo-ahlo-bowili (4) (Ghana e Togo)

  - Lingue nyo (49) 
    - Lingue agneby (3) (Costa d'Avorio)
    - Lingua attié  [ati] (Costa d'Avorio)
    - Lingue avikam-alladian (2) (Costa d'Avorio)
    - Lingue ga-dangme (2) (Ghana)
    - Lingue potou-tano (41) 
      - Lingue basila-adele (2) (Togo e Benin)
      - Lingua ega  [ega] (Costa d'Avorio)
      - Lingue lelemi (4) (Ghana)
      - Lingua logba  [lgq] (Ghana)
      - Lingue potou (2) (Costa d'Avorio)
      - Lingue tano (31) 
        - Lingue tano centrali (12) (Ghana e Costa d'Avorio)
        - Lingue guang (16) (Ghana, Togo e Benin)
        - Lingua krobu  [kxb] (Costa d'Avorio)
        - Lingue tano occidentali (2) (Costa d'Avorio)